# Wieliszew (gromada)
Wieliszew – dawna gromada, czyli najmniejsza jednostka podziału terytorialnego Polskiej Rzeczypospolitej Ludowej w latach 1954–1972.
Gromady, z gromadzkimi radami narodowymi (GRN) jako organami władzy najniższego stopnia na wsi, funkcjonowały od reformy reorganizującej administrację wiejską przeprowadzonej jesienią 1954 do momentu ich zniesienia z dniem 1 stycznia 1973, tym samym wypierając organizację gminną w latach 1954–1972.
Gromadę Wieliszew z siedzibą GRN w Wieliszewie utworzono – jako jedną z 8759 gromad na obszarze Polski – w powiecie nowodworskim w woj. warszawskim, na mocy uchwały nr VI/10/9/54 WRN w Warszawie z dnia 5 października 1954. W skład jednostki weszły obszary dotychczasowych gromad Wieliszew i Komornica ze zniesionej gminy Skrzeszew oraz obszar dotychczasowej gromady Zegrze ze zniesionej gminy Nieporęt w tymże powiecie. Dla gromady ustalono 17 członków gromadzkiej rady narodowej.
31 grudnia 1959 z gromady Wieliszew wyłączono wieś Komornica, włączając ją do gromady Skrzeszew w tymże powiecie, po czym gromadę Wieliszew zniesiono a jej (pozostały) obszar włączono do gromady Nieporęt tamże.
Na okres 34 lat Wieliszew utracił funkcje administracyjne. Powrócił do nich dopiero 1 stycznia 1994 kiedy to stał się siedzibą (reaktywowanej w 1973 roku) gminy Skrzeszew. Dwa lata później, 1 stycznia 1996 zmieniono nazwę gminy Skrzeszew na gmina Wieliszew (jednostka o nazwie gmina Wieliszew istniała również przejściowo w drugiej połowie XIX wieku).